# 匈牙利民族独立阵线

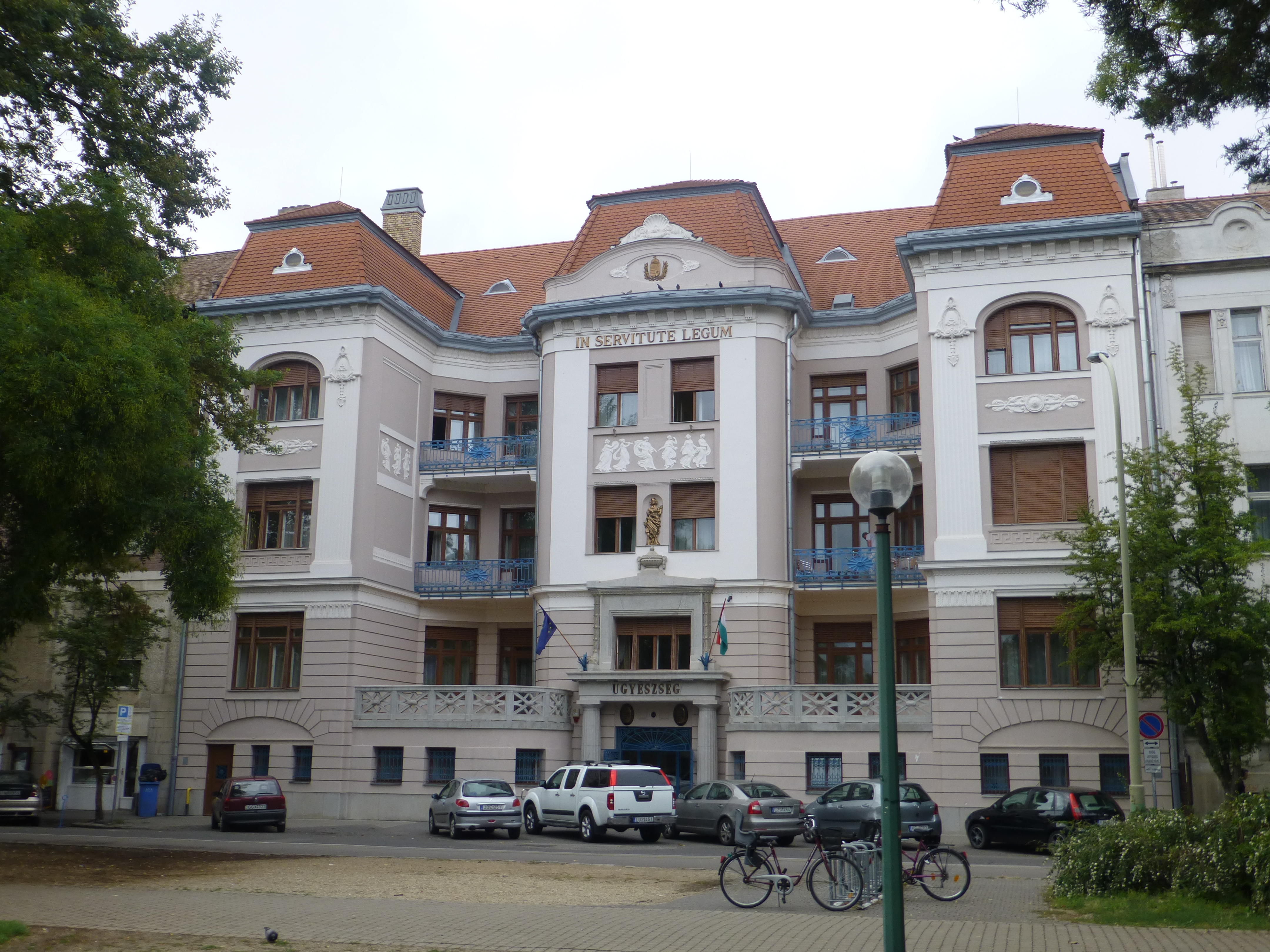
匈牙利民族独立阵线的成立地：塞格德瓦伊达宫

匈牙利民族独立阵线（匈牙利語：Magyar Nemzeti Függetlenségi Front，缩写为MNFF）是匈牙利历史上的一个政党联盟。1944年12月2日，该联盟在塞格德瓦伊达宫成立，它的前身是匈牙利阵线。该联盟的成员有：獨立小地主、農民和公民黨、匈牙利共产党、匈牙利社会民主党、全国农民党和公民民主党。该联盟成立的目的是在第二次世界大战后取代当时掌控国家的政治力量。在战后一年内，该联盟主导了匈牙利的国内政治。但随着匈牙利共产党运用“萨拉米战术”，该联盟的其他成员党和联盟本身被逐步瓦解。该联盟解散后，于1949年2月2日重组为匈牙利独立人民阵线，当时所有仍在运作的民主党派都被迫加入，不久这些党派便被瓦解。